# Molophilus kunara
Molophilus kunara là một loài ruồi trong họ Limoniidae. Chúng phân bố ở miền Australasia.